# Guillermo Vilas
Guillermo Vilas [giˈʃeɾmo ˈbilas]IPA (* 17. srpna 1952) je bývalý profesionální argentinský tenista.

## Profesionální kariéra
V roce 1974 byl na 2. místě mezinárodního žebříčku ATP, nikdy se mu však nepodařilo propracovat se na 1. místo (ani v roce 1977, kdy vyhrál 16 turnajů včetně dvou grandslamových). Vyhrál ve dvouhře všechny grandslamové turnaje kromě Wimbledonu. Byl druhým hráčem z jižní Ameriky v historii, který vyhrál grandslam. Stále drží několik světových rekordů okruhu ATP, v roce 1977 vyhrál celkem 16 turnajů, 134 zápasů a z toho 46 zápasů v řadě. Tyto rekordy dodnes nikdo nepřekonal. Je nejlepším hráčem historie ATP v počtu vyhraných zápasů na antuce (644), a na venkovních kurtech (805). Vilas odehrál na okruhu ATP ve dvouhře celkem 1215 zápasů (4. místo v historii), vyhrál 929 zápasů (4. místo), na antuce má bilanci 644 výher – 163 proher (79,8 % a 4. místo v historii).
Guilermo Vilas vyhrál za svou kariéru 62 turnajů ATP ve dvouhře (8. místo v historii), z toho 4 grandslamové turnaje a celkem 49 antukových turnajů, což činí dosavadní světový rekord (blíží se mu Rafael Nadal, aktuálně 45 antukových titulů). Hrál 104 finále turnajů (5. místo) a byl 154krát v semifinále (5. místo).
- 1973 (1×) – Buenos Aires
- 1974 (7×) – Gstaad, Hilversum, Louisville, Toronto, Teherán, Buenos Aires, Masters
- 1975 (5×) – Mnichov, Hilversum, Washington, Lousville, Buenos Aires
- 1976 (6×) – St. Louis, Fort Worth, Monte Carlo, Toronto, Sao Paulo, Buenos Aires
- 1977 (16×) – Spring Field, Buenos Aires, Virginia Beach, French Open, Kitzbühel, Washington, Louisville, South Orange, Columbus, US Open, Paříž, Teherán, Bogota, Santiago de Chile, Buenos Aires, Johannesburg
- 1978 (7×) – Hamburg, Mnichov, Gstaad, South Orange, Aix-en-Provence, Basilej, Australian Open
- 1979 (4×) – Australian Open, Hobart, Washington, Buenos Aires
- 1980 (3×) – Řím, Kitzbühel, Palermo
- 1981 (3×) – Mar del Plata, Káhira, Houston
- 1982 (7×) – Buenos Aires, Rotterdam Open, Milán, Monte Carlo, Madrid, Boston, Kitzbühel
- 1983 (3×) – Richmond, Delray Beach, Kitzbühel